# Чорна Маска (DC Comics)
Чорна Маска (англ. Black Mask) — суперлиходій всесвіту DC Comics, ворог Бетмена.

## Про персонажа
Батьки Романа Сіоніса загинули в результаті пожежі при загадкових обставинах. Роман успадкував їх багатомільйонний статок і трохи не привів компанію до банкрутства. Її врятував, купивши її, Брюс Вейн, після чого Сіоніс його зненавидів. Одержимий масками, він вирізав собі маску з чорного батьківського гробу і почав мстити. Пізніше, в бою з Темним Лицарем, маска Сіоніса прикипіла до шкіри перетворивши його в «Чорну Маску». Тепер Сіоніс — наводячий жах ватажок банди і один з наймогутніших хрещених батьків Готема. Він усім серцем ненавидить Бетмена.

## Відеоігри
Batman: Arkham Asylum (2009), згадується в одній із загадок Рідлера.

Batman: Arkham City (2011), роль камео на початку гри. Також присутній у режимі випробовування при грі за Робіна.

Batman: Arkham Origins (2013)